# Wereldbeker schaatsen 2023/2024 - Wereldbeker 2
De Wereldbeker schaatsen 2023/2024 Wereldbeker 2 was de tweede wedstrijd van het wereldbekerseizoen die van 17 tot en met 19 november 2023 plaatsvond in de National Speed Skating Oval in Peking, China.

## Tijdschema
| Datum                | Tijd (CET) | Onderdeel                                                                          |
| -------------------- | ---------- | ---------------------------------------------------------------------------------- |
| Vrijdag 17 november  | 10:00      | 1500 m vrouwen 1e 500 m mannen 1e 500 m vrouwen 1500 m mannen                      |
| Zaterdag 18 november | 10:00      | 1000 m vrouwen 2e 500 m mannen 5000 m mannen teamsprint mannen massastart vrouwen  |
| Zondag 19 november   | 10:00      | 2e 500 m vrouwen 1000 m mannen 3000 m vrouwen teamsprint vrouwen massastart mannen |

## Podia

### Mannen
| Wedstrijd  | Goud                                                         | Tijd              | Zilver                                | Tijd              | Brons                                             | Tijd              |
| 1e 500 m   | Wataru Morishige Japan                                       | 34,72             | Yuma Murakami Japan                   | 34,82             | Kim Jun-ho Zuid-Korea                             | 35,00             |
| 2e 500 m   | Wataru Morishige Japan                                       | 34,69             | Laurent Dubreuil Canada               | 34,81             | Yuma Murakami Japan                               | 34,82             |
| 1000 m     | Kjeld Nuis Nederland                                         | 1.08,11           | Håvard Lorentzen Noorwegen            | 1.08,99           | Ning Zhongyan China                               | 1.09,03           |
| 1500 m     | Kjeld Nuis Nederland                                         | 1.44,80           | Patrick Roest Nederland               | 1.45,36           | Ning Zhongyan China                               | 1.45,51           |
| 5000 m     | Patrick Roest Nederland                                      | 6.11,40           | Davide Ghiotto Italië                 | 6.14,25           | Sander Eitrem Noorwegen                           | 6.15,42           |
| Massastart | Andrea Giovannini Italië                                     | 61 punten 7.39,52 | Daniele Di Stefano Italië             | 40 punten 7.39,91 | Bart Swings België                                | 22 punten 7.39,97 |
| Teamsprint | Verenigde Staten Austin Kleba Cooper McLeod Zach Stoppelmoor | 1.20,27           | China Du Haonan Liu Bin Ning Zhongyan | 1.20,72           | Nederland Jenning de Boo Louis Hollaar Wesly Dijs | 1.20,73           |

### Vrouwen
| Wedstrijd  | Goud                                                          | Tijd              | Zilver                                                    | Tijd              | Brons                                               | Tijd              |
| 1e 500 m   | Erin Jackson Verenigde Staten                                 | 37,91             | Kimi Goetz Verenigde Staten                               | 37,92             | Kim Min-sun Zuid-Korea                              | 38,00             |
| 2e 500 m   | Erin Jackson Verenigde Staten                                 | 37,54             | Kim Min-sun Zuid-Korea                                    | 37,85             | Jutta Leerdam Nederland                             | 37,88             |
| 1000 m     | Miho Takagi Japan                                             | 1.14,44           | Kimi Goetz Verenigde Staten                               | 1.14,45           | Jutta Leerdam Nederland                             | 1.14,88           |
| 1500 m     | Miho Takagi Japan                                             | 1.55,52           | Han Mei China                                             | 1.55,92           | Li Qishi China                                      | 1.57,01           |
| 3000 m     | Ragne Wiklund Noorwegen                                       | 4.03,41           | Martina Sáblíková Tsjechië                                | 4.04,86           | Han Mei China                                       | 4.05,45           |
| Massastart | Marijke Groenewoud Nederland                                  | 63 punten 8.24,71 | Ivanie Blondin Canada                                     | 40 punten 8.37,58 | Valérie Maltais Canada                              | 20 punten 8.37,74 |
| Teamsprint | Nederland Helga Drost Antoinette Rijpma-de Jong Naomi Verkerk | 1.27,74           | Canada Ivanie Blondin Brooklyn McDougall Maddison Pearman | 1.28,76           | Polen Karolina Bosiek Andżelika Wójcik Iga Wojtasik | 1.29,09           |